# Локалита Продутива Проњи-Пангони (Верона)
Локалита Продутива Проњи-Пангони је насеље у Италији у округу Верона, региону Венето.
Према процени из 2011. у насељу је живело 2 становника. Насеље се налази на надморској висини од 218 м.